# Chi-Sheng Lin
«  Chi-Sheng » redirige ici. Ne pas confondre avec Chicheng ni Chi Cheng.
Chi-Sheng Lin (Lín Qǐshēng, 林啟生) est un astronome taïwanais, né en 1964.
Le Centre des planètes mineures le crédite de la découverte de soixante-et-onze astéroïdes sous le nom C.-S. Lin, découvertes effectuées entre 2006 et 2009, toutes avec la collaboration d'autres astronomes dont Yuan-Sheng Tsai, Ye Quan-Zhi et Zhang-Wei Jin.
Il a entre autres découvert la comète C/2007 N3 (Lulin) avec la collaboration de Ye Quan-Zhi. L'astéroïde (175451) Linchisheng a été nommé en son honneur.

## Astéroïdes découverts
| (175419) Albiesachs     | 15 août 2006      |
| (175583) Pingtung       | 15 octobre 2006   |
| (175586) Tsou           | 15 octobre 2006   |
| (178150) Taiyuinkwei    | 14 octobre 2006   |
| (178151) Kulangsu       | 14 octobre 2006   |
| (181670) Kengyun        | 28 janvier 2008   |
| (185216) Gueiren        | 14 octobre 2006   |
| (185546) Yushan         | 28 décembre 2007  |
| (185636) Shiao Lin      | 27 février 2008   |
| (187514) Tainan         | 15 octobre 2006   |
| (200025) Cloud Gate     | 25 juillet 2007   |
| (204842) Fengchia       | 5 septembre 2007  |
| (207655) Kerboguan      | 25 juillet 2007   |
| (207661) Hehuanshan     | 6 août 2007       |
| (212631) Hsinchu        | 14 octobre 2006   |
| (215080) Kaohsiung      | 20 mars 2009      |
| (236851) Chenchikwan    | 15 septembre 2007 |
| (246504) Hualien        | 28 janvier 2008   |
| (255989) Dengyushian    | 15 octobre 2006   |
| (256892) Wutayou        | 27 février 2008   |
| (263906) Yuanfengfang   | 21 mars 2009      |
| (294600) Abedinabedin   | 7 janvier 2008    |
| (300634) Chuwenshin     | 19 octobre 2007   |
| (300854) Changyuin      | 28 décembre 2007  |
| (300892) Taichung       | 28 janvier 2008   |
| (340891) Londoncommorch | 14 février 2007   |
| (364192) Qianruhu       | 16 août 2006      |
| (465036) Tatm           | 16 août 2006      |
| (544033) Lihsing        | 15 septembre 2007 |
| (590666) Jianguo        | 12 avril 2007     |
| (590888) Chengda        | 22 juillet 2007   |